# Italino
Italino è una serie a fumetti creata da Antonio Rubino. Venne pubblicato sul settimanale Il Corriere dei Piccoli dal 1915 al 1919. La serie raccontata le patriottiche e umoristiche storie di Italino, un giovane contadino trentino interventista che si diverte a far dispetti al suo austroungarico rivale Kartoffel Otto.